# Le Molay-Littry
Le Molay-Littry is een gemeente in het Franse departement Calvados (regio Normandië). De plaats maakt deel uit van het arrondissement Bayeux. Le Molay-Littry telde op 1 januari 2022 3.092 inwoners.

## Geografie
De oppervlakte van Le Molay-Littry bedroeg op 1 januari 2022 27,12 vierkante kilometer; de bevolkingsdichtheid was toen 114 inwoners per km².
De onderstaande kaart toont de ligging van Le Molay-Littry met de belangrijkste infrastructuur en aangrenzende gemeenten.

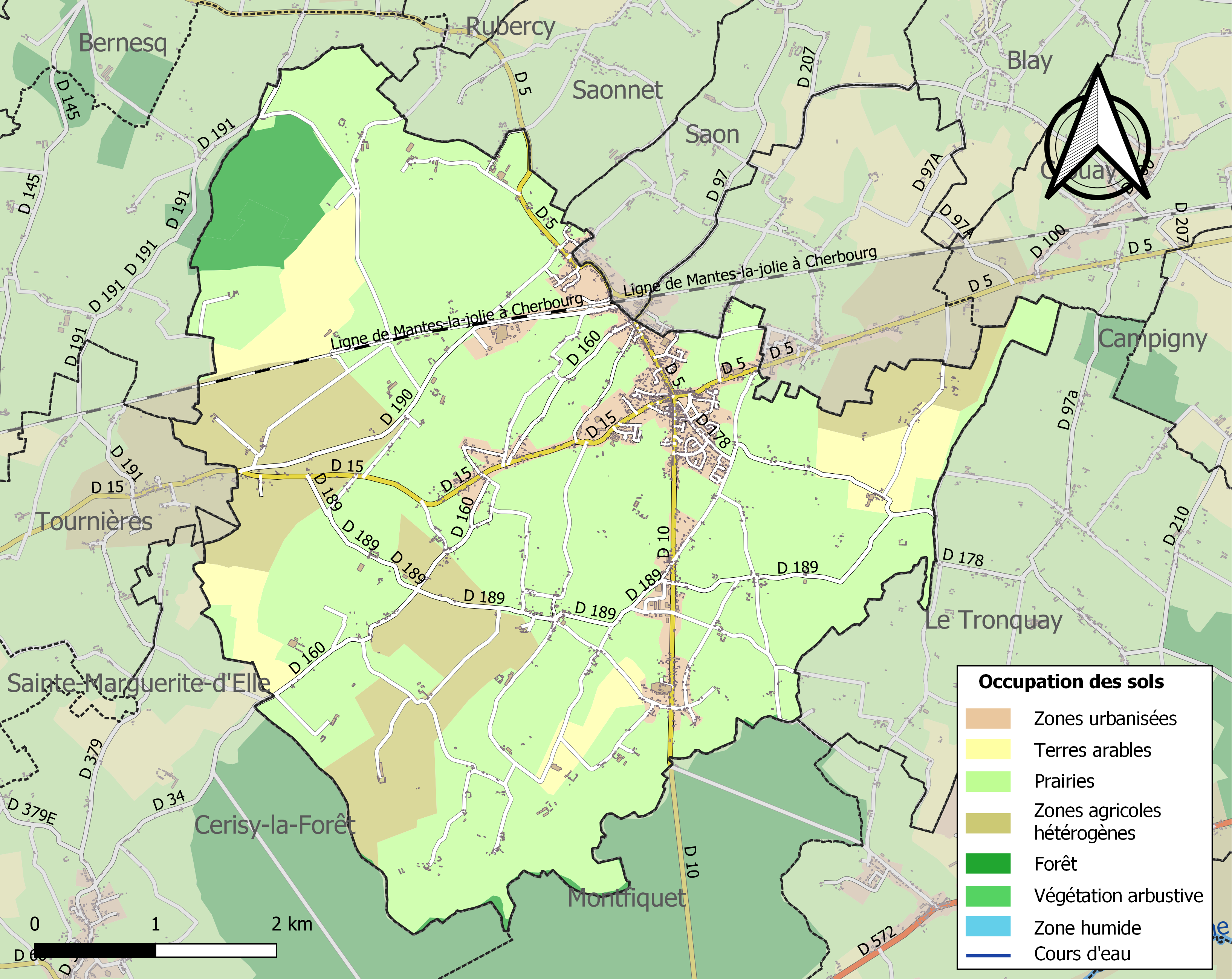

## Verkeer
In de gemeente ligt de spoorweghalte Le Molay-Littry.

## Demografie
Onderstaande figuur toont het verloop van het inwonertal (bron: INSEE-tellingen).
Vanwege een beveiligingsprobleem met de MediaWiki Graph-software is het momenteel niet mogelijk deze grafiek weer te geven. Zodra de software is bijgewerkt zal de grafiek vanzelf weer zichtbaar worden.